# Giovanni Compesio
Giovanni Compesio (Compeys, ... – Moûtiers, 28 giugno 1492) è stato un arcivescovo cattolico italiano.

## Biografia
Nato da una nobile famiglia, imparentata con Casa Savoia, Giovanni Compesio (o Jean de Compeys nella forma francese) era figlio di Giovanni, signore di Drillant, e di Antonietta de La Palud. Derivava il proprio cognome dall'italianizzazione della città natale. Intrapresa la carriera ecclesiastica, fu abate di Aulps, Chézery, Filly, Sixt (Alta Savoia) e Santo Stefano in Vercelli, sino a venire eletto vescovo di Torino sul finire del 1469, prendendo nel 1470 possesso della cattedra diocesana. In quel momento, governava il Piemonte Amedeo IX di Savoia, poi beatificato: venendo questi in procinto di morte, nel 1472, Compesio guidò una processione per la sua pronta guarigione. Il fatto si colorò del prodigioso allorquando, sopra il duomo di Torino, apparve una santa immagine del principe, ormai defunto. Così ricorda l'evento Giovanbattista Semeria, autore di una dettagliata storia della diocesi subalpina:
riguardarono quel segno ammirabile per un sicuro indizio del suo transito da questa vita alla gloria del cielo.»
L'evento viene testimoniato anche dal canonico lateranense Pietro Francesco Maleto. Per confermare l'avvenuto decesso, Compesio si recò a Vercelli, dove si trovava il duca Amedeo, ed in effetti lo trovò ormai spento.
Tra le azioni più rilevanti, la lotta contro l'eresia valdese ed il controllo religioso, ratificato dal 1477 dal papa, sulla città di Carignano. Nel 1482 operò con Ludovico II di Saluzzo alla costruzione di una chiesa nella capitale marchionale; questa pare essere una delle sue ultime azioni, in qualità di vescovo di Torino, venendo nominato lo stesso anno vescovo di Ginevra che però dovette abbandonare per opposizione del duca sabaudo, che favoriva suo zio Francesco di Savoia. Nel 1484 ottenne l'arcivescovato di Tarantasia.

## Genealogia episcopale
La genealogia episcopale è:
- Vescovo François de Prez
- Arcivescovo Giovanni Compesio